# Ешланд (Небраска)
Ешланд (енгл. Ashland) град је у америчкој савезној држави Небраска.

## Демографија
По попису из 2010. године број становника је 2.453, што је 191 (8,4%) становника више него 2000. године.
| Група             | 2000.         | 2010.         |
| Белци             | 2.204 (97,4%) | 2.353 (95,9%) |
| Афроамериканци    | 3 (0,1%)      | 5 (0,2%)      |
| Азијати           | 9 (0,4%)      | 6 (0,2%)      |
| Хиспаноамериканци | 37 (1,6%)     | 63 (2,6%)     |
| Укупно            | 2.262         | 2.453         |